# 폴로우 더 플릿
폴로우 더 플릿(Follow The Fleet)은 미국에서 제작된 마크 샌드리치 감독의 1936년 코미디, 뮤지컬, 멜로/로맨스 영화이다. 프레드 아스테어 등이 주연으로 출연하였고 팬드로 S. 버먼 등이 제작에 참여하였다.

## 출연

### 주연
- 프레드 아스테어
- 진저 로저스

### 조연
- 랜돌프 스코트
- 해리엇 힐리어드
- 아스트리드 앨윈
- 베티 그레이블
- 해리 베리스포드
- 러셀 힉스
- 브룩 베네딕
- 레이 메이어
- 루실 볼

## 제작진
- 의상: 버나드 뉴만